# Supernova 2022
La settima edizione di Supernova si è svolta dal 5 al 12 febbraio 2022 e ha selezionato il rappresentante della Lettonia all'Eurovision Song Contest 2022 a Torino.
I vincitori sono stati i Citi Zēni con Eat Your Salad.

## Organizzazione
L'emittente pubblica Latvijas Televīzija (LTV) ha confermato la presenza della Lettonia all'Eurovision Song Contest 2022 il 30 agosto 2021 insieme al ritorno di Supernova, utilizzato dal 2015 come processo di selezione del rappresentante nazionale. A partire dal successivo 7 ottobre è stata data la possibilità agli artisti interessati di inviare i propri inediti fino al successivo 7 dicembre, a patto che fossero cittadini lettoni e che le canzoni fossero composte per almeno i due terzi da autori lettoni.
La competizione si è svolta nel febbraio 2022 ed è consistita in due serate: nella semifinale del 15 febbraio si sono esibiti tutti e 17 i partecipanti, dei quali dieci (in seguito diventati undici) hanno avuto accesso alla finale del successivo 12 febbraio. Il voto combinato di giuria e televoto ha decretato tutti i risultati.

## Partecipanti
I primi 16 artisti partecipanti e i relativi inediti sono stati selezionati da una giuria interna fra le 130 proposte ricevute e sono stati resi noti il 4 gennaio 2022. Fra i concorrenti ci sono Aminata, rappresentante del paese all'Eurovision Song Contest 2015, i Bermudu Divstūris, che hanno cantato per la Lettonia nel 2011, e il duo Bujāns formato dal rappresentante lettone del 2009 Intars Busulis e da Reinis Sējāns, che ha fatto parte dei Cosmos all'Eurovision Song Contest 2006.
| Artista           | Titolo                      | Lingua  | Compositori                                                                                         |
| ----------------- | --------------------------- | ------- | --------------------------------------------------------------------------------------------------- |
| Aminata           | I'm Letting You Go          | Inglese | Aminata Savadogo                                                                                    |
| Beatrise Heislere | On the Way Home             | Inglese | Edvards Grieze, Beatrise Heislere                                                                   |
| Bermudu Divstūris | Bad                         | Inglese | Marats Ogļezņevs                                                                                    |
| Bujāns            | He, She, You & Me           | Inglese | Intars Busulis, Reinis Sējāns, Marts Pujāts, Jānis Šipkēvics                                        |
| Citi Zēni         | Eat Your Salad              | Inglese | Roberts Memmēns, Jānis Pētersons, Dagnis Roziņš, Jānis Jačmenkins                                   |
| Elīna Gluzunova   | Es pabiju tur               | Lettone | Jānis Šipkēvics Jr., Marts Pujāts                                                                   |
| Inspo             | A Happy Place               | Inglese | Nadīna Stirniniece, Aivars Lietaunieks                                                              |
| Katō              | Promises                    | Inglese | Kaspars Ansons, Anna Zankovska                                                                      |
| Linda Rušeniece   | Pay My Own Bills            | Inglese | Ralfs Eilands, Rūdolfs Ozols, Valters Sprūdžs                                                       |
| Markus Riva       | If You're Gonna Love Me     | Inglese | Markus Riva                                                                                         |
| Mēs Jūs Mīlam     | Rich Itch                   | Inglese | Rūdolfs Ozols, Valters Sprūdžs, Ralfs Eilands                                                       |
| Miks Dukurs       | First Love                  | Inglese | Miks Durkus                                                                                         |
| Miks Galvanovskis | I'm Just a Sinner           | Inglese | Miks Galvanovskis, Reinis Briģis                                                                    |
| Patriks Peterson  | Can't Get You Outta My Head | Inglese | Elviss Pētersons                                                                                    |
| Raum              | Plans                       | Inglese | Reinis Straume, Arnis Račinskis                                                                     |
| The Coco'Nuts     | In and Out of the Dark      | Inglese | Marija Valmiera, Pēteris Narubins, Toms Valmiers, Monta Kurme, Benijs Zeltkalis, Artūrs Strautmanis |
| Zelma             | How                         | Inglese | Arturs Liede, Andrjus Jaņuns, Arta Zelma Jēgere                                                     |

### Pre-selezione online
Dal 10 al 14 gennaio è stata aperta una votazione online per la scelta di un ulteriore semifinalista fra 10 proposte selezionate da LTV. Il 15 gennaio Miks Galvanovskis è stato annunciato come vincitore del voto online e, di conseguenza, 17º semifinalista di Supernova.
| Artista                      | Titolo            | Lingua  | Compositori                                       |
| ---------------------------- | ----------------- | ------- | ------------------------------------------------- |
| Antra Stafecka & Atis Ieviņš | Call the Lights   | Inglese | Antra Stafecka, Atis Ieviņš, Oskars Deigelis      |
| Dārta Stepanova              | Brīnumzeme        | Lettone | Valters Pūce, Patrīcija Ksenija Cuprijanoviča     |
| Edvards Strazdiņš            | Open Road         | Inglese | Edvards Strazdiņš, Kerija Hauptmane               |
| Katrīna Dimanta              | My Voice          | Inglese | Katrīna Dimanta, Reinis Briģis                    |
| Marta Ritova                 | Let Me Go         | Inglese | Marta Ritova, Armands Varslavāns                  |
| Mārtiņš Strods               | One More Time     | Inglese | Mārtiņš Strods, Evija Smagare                     |
| Miks Galvanovskis            | I'm Just a Sinner | Inglese | Miks Galvanovskis, Reinis Briģis                  |
| Rihards Bērziņš              | 1+1               | Inglese | Rihards Bērziņš                                   |
| Tētis                        | Labākie vārdi     | Lettone | Nauris Brikmanis, Valters Osis                    |
| Toms Kalderauskis            | Naked Smile       | Inglese | Liene Stūrmane, Kaspars Ansons, Toms Kalderauskis |

## Semifinale
La semifinale si è svolta il 5 febbraio 2022 presso gli studi televisivi di LTV. L'ordine di uscita è stato reso noto il 28 gennaio 2022.
Il successivo 10 febbraio è stato annunciato che LTV ha assegnato un posto in finale a Miks Dukurs, in seguito a vari problemi tecnici che hanno influenzato la sua esibizione durante la semifinale.
| #  | Artista           | Titolo                      |
| -- | ----------------- | --------------------------- |
| 1  | Citi Zēni         | Eat Your Salad              |
| 2  | Miks Dukurs       | First Love                  |
| 3  | Linda Rušeniece   | Pay My Own Bills            |
| 4  | Elīna Gluzunova   | Es pabiju tur               |
| 5  | Raum              | Plans                       |
| 6  | Patriks Peterson  | Can't Get You Outta My Head |
| 7  | Mēs Jūs Mīlam     | Rich Itch                   |
| 8  | Katō              | Promises                    |
| 9  | Miks Galvanovskis | I'm Just a Sinner           |
| 10 | Markus Riva       | If You're Gonna Love Me     |
| 11 | The Coco'Nuts     | In and Out of the Dark      |
| 12 | Aminata           | I'm Letting You Go          |
| 13 | Bermudu Divstūris | Bad                         |
| 14 | Beatrise Heislere | On the Way Home             |
| 15 | Zelma             | How                         |
| 16 | Bujāns            | He, She, You & Me           |
| 17 | Inspo             | A Happy Place               |

## Finale
La finale si è svolta il 12 febbraio 2022 presso gli studi televisivi di LTV. L'ordine di uscita è stato reso noto l'8 febbraio 2022.
Uku Suviste e The Roop, rispettivamente i rappresentanti estoni e lituani all'Eurovision Song Contest 2021, si sono esibiti durante la serata come ospiti.
I Citi Zēni sono stati proclamati vincitori trionfando sia nel televoto che nel voto della giuria.
| #  | Artista           | Titolo             | Punteggio | Punteggio | Punteggio | Punteggio | Posizione |
| #  | Artista           | Titolo             | Giuria    | Televoto  | Televoto  | Totale    | Posizione |
| -- | ----------------- | ------------------ | --------- | --------- | --------- | --------- | --------- |
| 1  | Miks Dukurs       | First Love         | 0         | 2 116     | 0         | 0         | 11        |
| 2  | Raum              | Plans              | 5         | 3 486     | 2         | 7         | 9         |
| 3  | Linda Rušeniece   | Pay My Own Bills   | 6         | 3 394     | 1         | 7         | 10        |
| 4  | Bermudu Divstūris | Bad                | 2         | 24 216    | 6         | 8         | 7         |
| 5  | Miks Galvanovskis | I'm Just a Sinner  | 7         | 16 060    | 5         | 12        | 4         |
| 6  | Bujāns            | He, She, You & Me  | 3         | 38 924    | 10        | 13        | 3         |
| 7  | Elīna Gluzunova   | Es pabiju tur      | 8         | 3 572     | 3         | 11        | 5         |
| 8  | Citi Zēni         | Eat Your Salad     | 12        | 50 566    | 12        | 24        | 1         |
| 9  | Inspo             | A Happy Place      | 4         | 6 432     | 4         | 8         | 8         |
| 10 | Mēs Jūs Mīlam     | Rich Itch          | 1         | 26 692    | 7         | 8         | 6         |
| 11 | Aminata           | I'm Letting You Go | 10        | 30 983    | 8         | 18        | 2         |